# Talant Dujšebajev
Talant Mušanbetovič Dujšebajev (rusko Талант Мушанбетович Дуйшебаев), španski rokometaš kirgiškega rodu, * 2. junij 1968.
Leta 1992 je na poletnih olimpijskih igrah v Barceloni v sestavi Združene ekipe osvojil zlato olimpijsko medaljo.